# Kanalelektronenvervielfacher

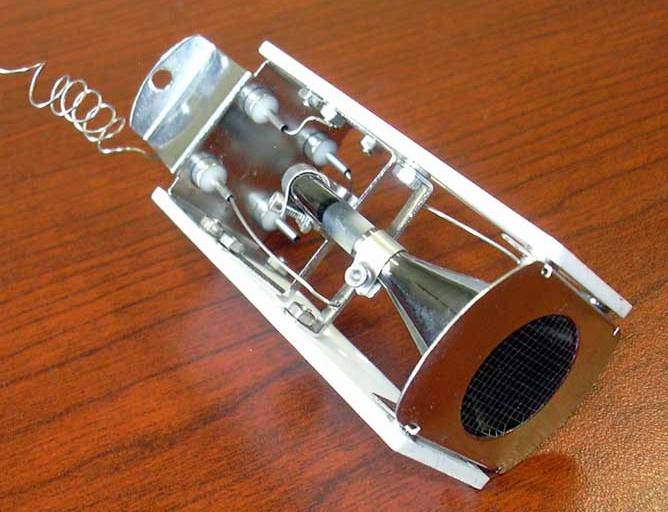
Kanalelektronenvervielfacher

Schnittdarstellung durch einen Kanalelektronenvervielfacher

Ein Kanalelektronenvervielfacher (KEV) oder auch Channeltron (englisch channel electron multiplier, CEM) erzeugt aus einem primären Teilchen (Elektron, Photon oder Ion) durch Sekundärelektronenemission im Vakuum eine Elektronenlawine. Er arbeitet nach dem gleichen Prinzip wie der Sekundärelektronenvervielfacher, aber bei KEVs ist die Rohrwand durch geeigneten Widerstandsbelag als kontinuierlich verteilte Dynode ausgebildet. Auf diese Weise können Verstärkungen von 103 bis 105, mit speziellen Anordnungen 108 erreicht werden. Die leicht nachzuweisende Lawine erlaubt damit, die primären Teilchen mit Hilfe des KEV zu zählen.

## Aufbau
Der KEV besteht z. B. aus einem isolierenden Glasröhrchen, dessen innere Oberfläche mit einer hochohmigen Schicht überzogen ist. Zum Beispiel Bleiglas, das mit Bismutoxid dotiert ist. Der Widerstand zwischen der Kathode am offenen Ende des Röhrchens und dem durch die Anode abgeschlossenen Ende liegt bei etwa 108 Ω, das Verhältnis der Röhrchenlänge zum inneren Durchmesser ist typischerweise 70. Die Betriebsspannung in der Größenordnung von 3 kV erzeugt längs der Röhrchenachse ein elektrisches Feld; beim Auftreffen des primären Teilchens auf den kathodennahen Bereich entstehen im Allgemeinen mehrere Sekundärelektronen, welche von diesem Feld beschleunigt werden und nach dem Auftreffen auf die hochohmige Schicht tertiäre Elektronen erzeugen, welche wiederum beschleunigt werden usw. bis zum Aufprall der so entstehenden Lawine auf die Anode.
Innerhalb eines KEV werden positive Ionen entgegengesetzt zu den Elektronen in Richtung der Kathode beschleunigt. Treffen sie dort in der Nähe der Kathode auf, würden dort entstehende Sekundärelektronen ebenfalls in etwa gleich starke Elektronenlawinen auslösen und somit ein falsches Signal erzeugen. Dieser als Ionenrückwirkung bezeichnete Effekt wird bei KEV mit kreis- oder wendelförmig gebogenen Glasröhrchen wirkungsvoll unterbunden: Wegen der im Vergleich zu den Elektronen viel größeren Massen schließen die Ionenbahnen einen viel größeren Winkel mit den parallel zur Röhrchenachse verlaufenden elektrischen Feldlinien ein; die Laufwege der Ionen sind damit  kurz; die Energie des Ions bleibt klein und es werden kaum Sekundärelektronen erzeugt. Zudem ist die Strecke vom Aufschlagpunkt des Ions bis zur Anode kleiner und ein Lawineneffekt ist damit deutlich kleiner.
Das auch von den Vakuumbedingungen abhängige Dunkelzählen eines KEV ist im Allgemeinen erheblich kleiner als eine Lawine pro Sekunde. Bei geeigneter Wahl der Betriebsspannung und des Verhältnisses der Röhrchenlänge zum inneren Durchmesser lässt sich eine schmale Impulshöhenverteilung der Elektronenlawinen erreichen. Für Zählraten oberhalb von ca. 104 s−1 nimmt die Impulshöhe merklich ab, weil dem durch den KEV gebildeten Kondensator, durch die vorangegangene Lawine entleert, die Zeit zur vollständigen Aufladung fehlt. Sehr hohe Zählraten können den KEV unbrauchbar machen, vermutlich durch Überhitzung der hochohmigen Schicht.
Der Nachteil der KEV's gegenüber den SEV's besteht darin, das die kontinuierlich ausgeführten Dynoden nicht einzeln beschaltet werden können. Vor allem bei hohen Impulsbelastungen werden die letzten Dynoden der SEV's oftmals durch Kondensatorbeschaltungen vor dem Spannungszusammenbruch geschützt. Bei den KEV's ist das nicht möglich, so dass in diesem Fall relativ große Totzeiten (bis zu 15 µs) entstehen, bis die Spannung sich wieder aufgebaut hat.
Die konkreten Bauformen von KEV's können sehr verschieden sein. Es gibt zum Beispiel Bauarten mit Eingangstrichter und spiralförmig geformtem Kanalrohr. Letzteres verbessert die Emissionsgeometrie und minimiert schädliche Echos durch rücklaufende Ionen, die aus den Wänden geschlagen werden können. Alternativ werden heute häufig auch kompakte, in Keramik eingelassene sinusförmig gewellte KEV's (Ceratron) und andere Bauformen genutzt. Als Weiterentwicklung kann die Mikrokanalplatte (Micro Channel Plate, MCP) aufgefasst werden: Sie besteht aus vielen Mikrokanälen mit einem Durchmesser von wenigen Mikrometern, die jeweils wie ein Channeltron funktionieren.